# Emil Puhl

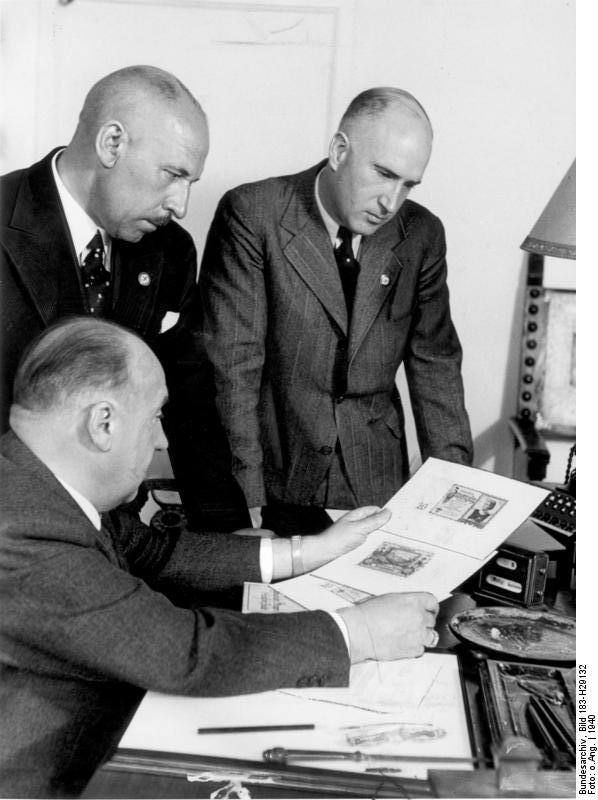
Sitzend: Reichswirtschaftsminister und Präsident der Deutschen Reichsbank Walther Funk mit den neuernannten Vizepräsidenten der Reichsbank Emil Puhl (links stehend) und Kurt Lange bei der Betrachtung der Entwürfe zu den neuen Zwanzigmarkscheinen (1940).

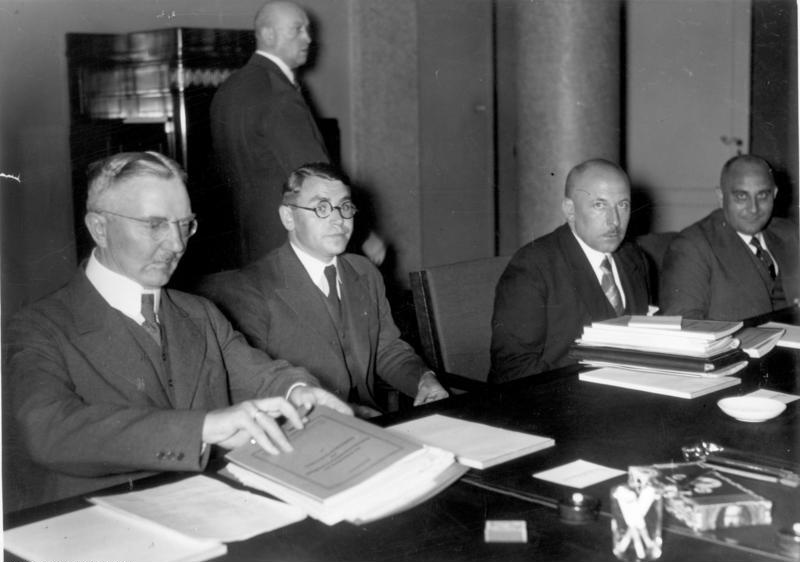
Die deutschen Vertreter in der Transferkommission 1934, von links: Schacht, Blessing, Puhl, v. Wedel.

Emil Johann Rudolf Puhl (* 28. August 1889 in Berlin; † 30. März 1962 in Hamburg) war ein deutscher Beamter der Deutschen Reichsbank, von Februar 1939 bis zum Mai 1945 deren Vizepräsident. Er galt als „Hitlers wichtigster Staatsbankier und Devisenbeschaffer“ während des Zweiten Weltkriegs. Am 11. April 1949 wurde Puhl im Wilhelmstraßen-Prozess zu fünf Jahren Haft verurteilt.

## Ausbildung und berufliche Anfänge
Puhls Eltern waren Otto Theodor Richard Puhl (8. November 1855–17. Juni 1938) und Alma Albertine Wilhelmine Puhl, geborene Weckmann (6. März 1861–8. Dezember 1943). Sein jüngerer Bruder war Richard Carl Fritz Puhl (* 4. Oktober 1891 in Hamburg; † 4. Oktober 1970). Puhl wuchs in Hamburg auf und trat nach einer kaufmännischen Lehre in einem Hamburger Privatbankhaus 1913 bei der Reichsbank in Elberfeld ein. Von 1916 bis 1918 wurde er im Ersten Weltkrieg an der Westfront eingesetzt und war danach bis 1920 in französischer Kriegsgefangenschaft.
Nach dem Krieg führte Puhl seine Laufbahn an verschiedenen Reichsbank-Niederlassungen in Mittel- und Norddeutschland fort. Ab 1924 war er als stellvertretender Vorstandsbeamter an der Reichsbank-Hauptstelle Leipzig, ab Februar 1929 als Leiter der Reichsbank-Nebenstelle Worms tätig. Einige Monate später erfolgte seine Berufung nach Berlin, wo er als Referent des Reichsbankdirektoriums mit der Bearbeitung von Devisenangelegenheiten beschäftigt war.

## Zeit des Nationalsozialismus
Ab Juli 1933 leitete Puhl das Dezernat für „ausländischen Zahlungs- und Kreditverkehr“. Puhl stieg am 1. Juli 1934 zum Mitglied des Reichsbankdirektoriums auf. Er war förderndes Mitglied der SS, beantragte am 19. November 1937 die Aufnahme in die NSDAP und wurde rückwirkend zum 1. Mai desselben Jahres aufgenommen (Mitgliedsnummer 5.852.526). Puhl und Max Kretschmann (1890–1972) blieben nach der Entlassung des Reichsbankpräsidenten Hjalmar Schacht im Januar 1939 als einzige Mitglieder des Reichsbankdirektoriums „unter dem Druck ihrer Partei“ auf ihren Posten. „Dass Puhl nicht entlassen wurde, obgleich auch er Schachts Denkschrift unterschrieben hatte, […] dafür dürften Puhls gute Kontakte zu Nationalsozialisten und zur Geschäftsgruppe Devisen bei Görings Vierjahresplanbehörde […] ausschlaggebend gewesen sein“. Am 11. Februar 1939 wurde er im Rang eines Staatssekretärs auf Vorschlag des neuen Präsidenten, Reichswirtschaftsminister Walther Funk, als Nachfolger von Rudolf Brinkmann zum Vizepräsidenten der Deutschen Reichsbank ernannt und amtierte vom 2. August 1940 bis zum 8. Mai 1945 als „geschäftsführender Vizepräsident“. Seine Verantwortung versuchte Puhl später auf der Anklagebank in Nürnberg herunterzuspielen:

„Die Geschäftsführung des Reichsbankdirektoriums war eingeteilt unter eine Reihe von Mitgliedern des Direktoriums. Jedes Mitglied hatte eine volle Verantwortung für seinen Geschäftszweig. Der Vizepräsident war nur der primus inter pares, der im wesentlichen die Sitzungen zu leiten hatte, für die Vertretung des Präsidenten nach außen zu sorgen hatte und Fragen allgemeiner Wirtschafts- und Bankpolitik zu erledigen hatte.“

Von 1935 bis 1945 war Puhl zudem Mitglied im Aufsichtsrat der Deutschen Golddiskontbank und 1944 deren stellvertretender Vorsitzender. Des Weiteren war er Mitglied des Aufsichtsrates der Diskont-Kompagnie AG, Berlin und ab dem 16. September 1937 dort Vorsitzender des Aufsichtsrates. Zudem war Puhl Vorsitzender des Verwaltungsrates der Hauptverwaltung der Reichskreditkassen in Berlin und Mitglied des Aufsichtsrates mehrerer Banken und Unternehmen.

## Emil Puhl und die „Goldwäsche“ in der Schweiz
Neben seiner Tätigkeit als geschäftsführender Vizepräsident und damit „heimlicher Herrscher der Reichsbank mit exzellenten Beziehungen zu Himmler, Heydrich und zur SS“ galt ein Schwerpunkt von Puhls Arbeit vor und während des Zweiten Weltkriegs seinem Amt als des Verwaltungsratsmitglied der Bank für Internationalen Zahlungsausgleich zusammen mit Kurt Freiherr von Schröder in der neutralen Schweiz. Die Schweiz sollte nach 1939 zur „Golddrehscheibe Europas“ werden, die dem nationalsozialistischen Regime Deutschlands und seinen Helfern wertvolle Dienste bei der Verwertung und „Wäsche“ des schmutzigen, weil in den besetzten Ländern geraubten Goldes leistete. Die Schweiz und ihre Nationalbank wickelten annähernd vier Fünftel der Goldverkäufe der Deutschen Reichsbank ab. Puhls Rolle dabei war vergleichbar der eines „Dealers“, der den Nationalbankiers in Bern das deutsche Raubgold brachte und es gegen harte Schweizer Franken tauschte. Diese Devisen waren von entscheidender Bedeutung für die deutsche Kriegs- und Rüstungswirtschaft, da kriegswichtige Rohstoffe ansonsten auf dem Weltmarkt weder mit deutschem Gold noch mit Reichsmark zu kaufen waren. „Eine Voraussetzung für die Fortführung des Kriegs war deshalb der systematische Raub von Gold in den überfallenen Ländern, das gegen Devisen eingetauscht wurde“.
Reichsbankvizepräsident Puhl verstand es, seine – allerdings auch ob der guten Geschäfte euphorisierten – Schweizer Kollegen über die Herkunft des deutschen Raubgolds zu täuschen. Er erschien ihnen „stets als ein gediegener und vertrauenswürdiger Herr, den man einer Lüge nicht für fähig“ hielt. Robert M. W. Kempner, US-amerikanischer Hauptankläger im Wilhelmstraßen-Prozess, erinnerte sich an Puhl als einen „höflichen, freundlichen, ansprechbaren Herrn, einen typischen Beamten“, der seine ganze Intelligenz aufgeboten habe, „um aus der Sache herauszukommen“. Heute ist es unstrittig, dass Puhl eine „Schlüsselfigur des Raubgoldhandels“ während des Zweiten Weltkriegs war. Die Unabhängige Expertenkommission Schweiz – Zweiter Weltkrieg (UEK) ging Ende der 1990er Jahre unter anderem der Frage nach, wie das Direktorium der Schweizerischen Nationalbank (SNB) vor 1945 „eine so enge und freundschaftliche Beziehung zu einer zwielichtigen Figur wie Reichsbankvizepräsidenten Emil Puhl“ knüpfen konnte. Die Historiker erkannten, dass Puhl „kein nationalsozialistischer Aktivist“ gewesen sei, er sich aber „für die Zielsetzungen der NS-Goldpolitik“ engagierte. „Gleichzeitig verstand es Puhl meisterhaft, bei seinen regelmässigen Aufenthalten in der Schweiz Skepsis gegenüber dem NS-Regime durchschimmern zu lassen und sich auch als Anti-Nazi auszugeben. Führende Persönlichkeiten aus Finanz und Wirtschaft wussten ihn als kompetenten Fachmann und angenehmen Gesprächspartner zu schätzen“.

## Nach Kriegsende
Am 1. Mai 1945 wurde Puhl von den Alliierten festgenommen und gab am 3. Mai 1946 eine Eidesstattliche Erklärung in einem Internierungslager bei Baden-Baden ab, die im Nürnberger Prozess gegen die Hauptkriegsverbrecher während der Aussage von Walter Funk am 7. Mai 1946 verlesen wurde. Im Verfahren gegen den ehemaligen Reichsbankpräsidenten belastete der Zeuge Puhl seinen früheren Vorgesetzten stark. Puhl wurde am 15. Mai 1946 in Nürnberg auch zum „Melmer-Gold“ verhört. Von den Depots in den Tresoren der Reichsbank in Frankfurt am Main, in denen die SS Gold, Juwelen und andere Wertsachen von Häftlingen der nationalsozialistischen Vernichtungslager im Osten deponierte („Melmer-Gold“), wusste Puhl laut Aussage seines Mitarbeiters Albert Thoms von Anfang an. Aufgrund der Ermittlungen und Zeugenaussagen im Hauptkriegsverbrecherprozess erhoben die alliierten Strafverfolger auch gegen Puhl Anklage.
Puhl wurde am 4. November 1947 im Wilhelmstraßen-Prozess, dem 11. Prozess, der im Rahmen der Nürnberger Prozesse stattfand, angeklagt. Der Staatsanwalt beschrieb Puhls Rolle so:

“Emil Puhl’s part was to receive this loot, including the gold teeth, from Oswald Pohl, to safeguard and conserve it, and to dispose of part of it and account for the proceeds.”

„Emil Puhls Rolle war, dieses Raubgut, inklusive der Goldzähne, von Oswald Pohl zu empfangen und es zu sichern und zu bewahren, und Teile davon zu veräußern und zu den Gewinnen beizusteuern.“

Verteidigt wurde Puhl von Hans Gawlik, einem ehemaligen NSDAP-Mitglied und Staatsanwalt am NS-Sondergericht in Breslau. Gawlik, der sich später als Leiter der Zentralen Rechtsschutzstelle um die Integration von NS-Tätern in die bundesrepublikanische Gesellschaft bemühte, bestritt, dass Puhl eine aktive Rolle gespielt hatte. Nicht einmal Puhls NSDAP-Mitgliedschaft sei bewiesen. Gawliks Plädoyer gipfelte in der Charakterisierung seines Mandanten als eines unbescholtenen, rechtschaffenen Deutschen:

“In contradistinction to these contentions made by the prosecution, I shall give, in my case-in-chief, a true picture of the personality of the defendant Puhl; I shall show him as a man who, in international banking circles, enjoyed the reputation not only for a prominent expert, but also that of a man whose actions were only guided by the principles of right and justice, of a man whom, for instance, François Poncet, the former French Ambassador in Berlin, for many years, described as a German who did not approve of any violations of law, or any of the outrages committed by the Hitler Reich.”

„Im Gegensatz zu den Behauptungen der Anklage werde ich in meinem Hauptplädoyer das wahre Bild der Persönlichkeit des Angeklagten Puhl zeichen; ich werde ihn zeigen als einen Mann, der in internationalen Bankkreisen nicht nur den Ruf als herausragender Experte genoss, sondern auch als Menschen, dessen Handlungen nur von den Prinzipien von Recht und Gesetz geleitet waren, [das Bild] eines Menschen, den – zum Beispiel – François Poncet, der langjährige frühere französische Botschafter in Berlin, als Deutschen beschrieb, welcher keinerlei Gesetzesbrüche oder irgendeiner der durch das Hitler-Reich begangenen Schandtaten billigte.“

Das Gericht ließ sich von dieser Apologie nicht täuschen, zeigte sich allerdings beim Strafmaß milde. Am 11. April 1949 wurde Puhl aufgrund seiner herausragenden Rolle bei der Verwertung des SS-Raubgoldes zu fünf Jahren Gefängnis verurteilt. Puhl wurde noch vor Weihnachten 1949 aus dem Kriegsverbrechergefängnis Landsberg vorzeitig entlassen. Ab dem 22. Dezember 1949 war er in Hamburg gemeldet.
Schon kurz darauf gelang Puhl, nicht zuletzt dank seiner hervorragenden internationalen Erfahrung bei der Bank für Internationalen Zahlungsausgleich, der Wiedereinstieg ins Bankgeschäft. Ab dem 14. März 1950 war der ehemalige Reichsbankvizepräsident zunächst als freiberuflicher Berater im Auslandsgeschäft der Hamburger Kreditbank tätig (für ein monatliches Honorar von 2.500,- Mark), einem der Nachfolgeinstitute der Dresdner Bank. Im August 1950 berief man Puhl zum Mitglied der Geschäftsleitung und ab dem 25. September 1952 gehörte er dem Vorstand des Kreditinstituts an, bis er am 23. Mai 1957 in den Ruhestand trat. Zudem gehörte Puhl ab 1951 dem Aufsichtsrat der Kühltransit-Aktiengesellschaft an und war dort ab 1954 stellvertretender Aufsichtsratsvorsitzender.
Im November 1959 verlieh der Präsident der Italienischen Republik „dem Mitglied des Zentralbeirats der Dresdner Bank AG und des Beirats der italienischen Wirtschaftsvereinigung, Emil Puhl, in Anerkennung seiner Verdienste um die Vertiefung der deutsch-italienischen Wirtschaftsbeziehungen das Komturkreuz des Italienischen Verdienstordens“ Am 30. März 1962 starb Emil Puhl, zuletzt wohnhaft im Taxusweg 16 in Hamburg-Othmarschen, nach schwerer Krankheit im Alter von 72 Jahren.

## Familie

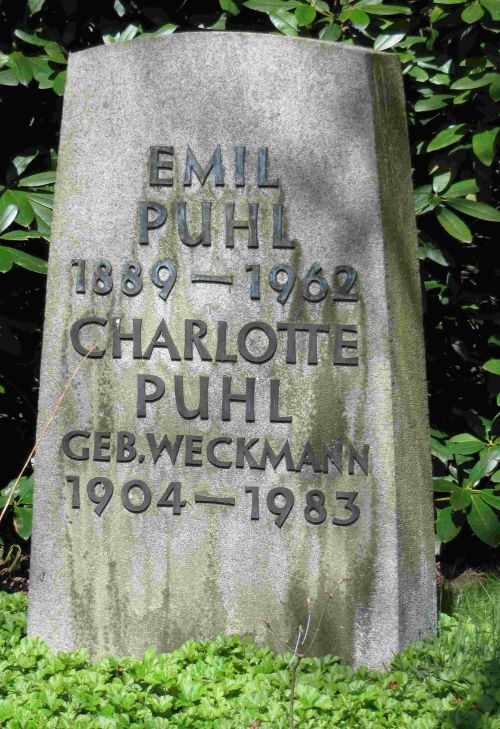
Grabstein von Emil Puhl auf dem Friedhof Ohlsdorf

Puhl heiratete am 6. März 1920 Margaretha Puhl, geborene Stehn (4. Dezember 1889–6. Mai 1946, Selbstmord durch Erhängen). Aus dieser Ehe gingen zwei Söhne hervor: Friedrich (* 30. Juni 1922) und Johannes Puhl (* 4. Juli 1932 in Berlin). Am 3. Juni 1950 heiratete Puhl in zweiter Ehe Charlotte Hedwig Puhl, geborene Weckmann (13. September 1904–8. Juli 1983), in Hamburg-Fuhlsbüttel.